# Obywatel świata (film)
Obywatel świata – polski film obyczajowy z 1991 roku w reżyserii Rolanda Rowińskiego, zrealizowany na podstawie noweli Grzegorza Ciechowskiego.

## Obsada aktorska
- Jan Frycz – Janek Borowski
- Adrianna Biedrzyńska – Ewa
- Marek Kondrat – Harry Stentman, mąż Ewy
- Mirosław Baka – Andrzej
- Mieczysław Morański – Włodek
- Piotr Siwkiewicz – ksiądz Jacek
- Bronisław Pawlik – profesor „Pała”
- Joanna Trzepiecińska – Joasia, żona Andrzeja
- Katarzyna Figura – Kaśka, dziewczyna Janka
- Jan Jankowski – Franek
- Wojciech Walasik – Wojtek
- Jerzy Mercik – Jurek
- Anna Gornostaj – Magda
- Katarzyna Butowtt – Kaśka
- Iwona Katarzyna Pawlak – Jolka
- Jacek Pawlak – Jacek
- Jacek Różański – Jacek, menedżer Janka